# Tour du Cordier
La tour du Cordier est un vestige des anciennes fortifications médiévales de Poitiers, qui se trouvait proche des trois tours vestiges du château triangulaire de Poitiers détruit en 1588. 
Elle est aujourd'hui située au centre de la place Jean de Berry, important carrefour routier surnommé « Porte de Paris ».
L'ensemble de cette ancienne enceinte dont elle fait partie a été classé monument historique par arrêté du 11 janvier 1921,.

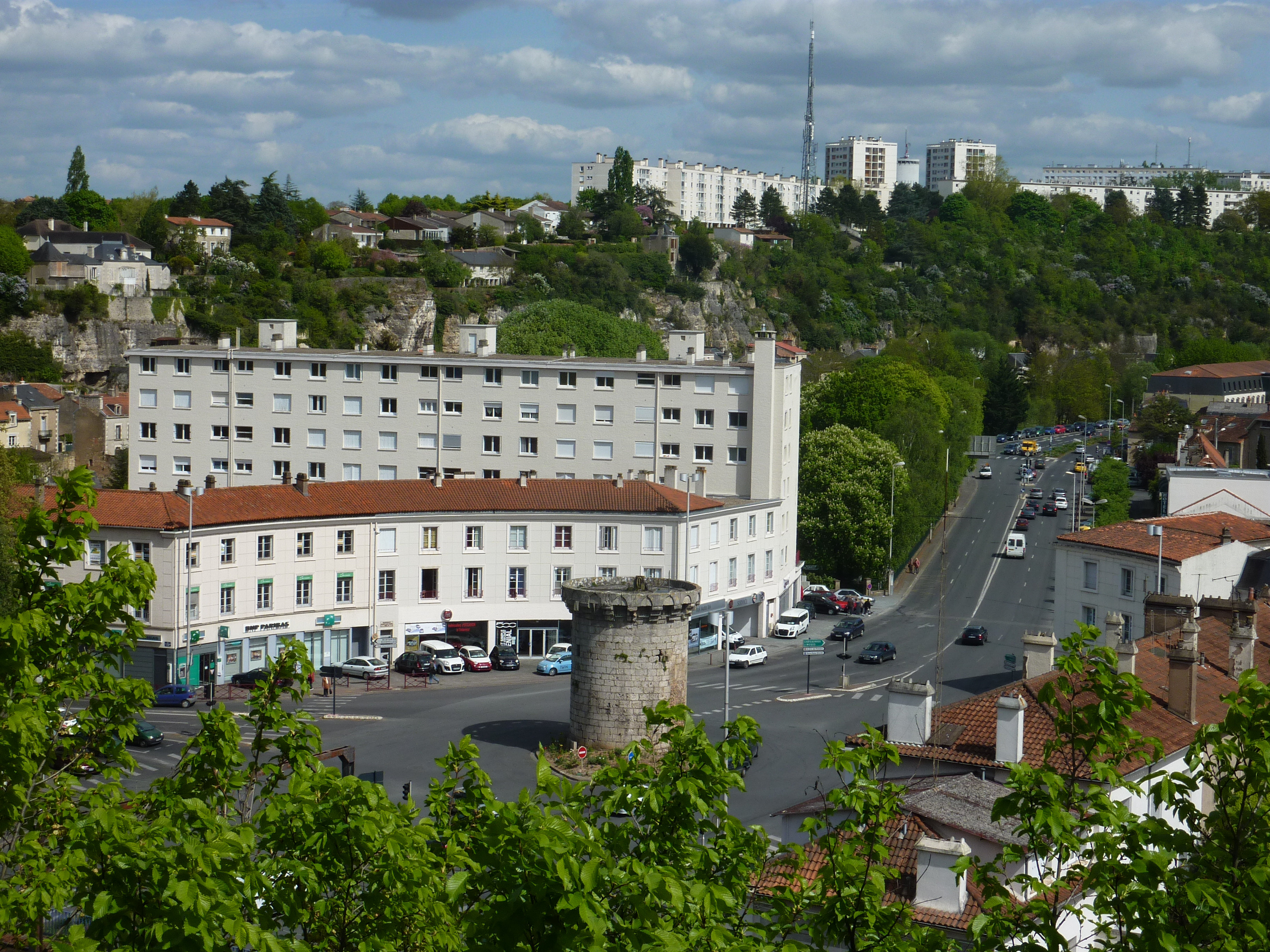
La tour au carrefour de la porte de Paris.